# Manoncourt-en-Vermois
Manoncourt-en-Vermois is een gemeente in het Franse departement Meurthe-et-Moselle in de regio Grand Est.
De gemeente maakte deel uit van het kanton Saint-Nicolas-de-Port totdat dit op 22 maart 2015 werd opgeheven. Manoncourt-en-Vermois werd daarop overgeheveld naar het kanton Jarville-la-Malgrange en bleef deel uitmaken van het arrondissement Nancy, waar dit kanton geheel onder valt.

## Geografie
De oppervlakte van Manoncourt-en-Vermois bedraagt 6,7 km², de bevolkingsdichtheid is 46,3 inwoners per km².
De onderstaande kaart toont de ligging van Manoncourt-en-Vermois met de belangrijkste infrastructuur en aangrenzende gemeenten.

## Demografie
De figuur toont het verloop van het inwonertal (bron: INSEE-tellingen).